# S-charl
S-charl (toponimo romancio; in tedesco Scarl ) è una frazione del comune svizzero di Scuol, nella regione Engiadina Bassa/Val Müstair (Canton Grigioni).

## Geografia fisica
S-charl è situato nell'omonima valle, tra la Bassa Engadina e la Val Monastero.

## Storia
Antico villaggio minerario (si estraevano argento e piombo), dagli anni 1950 non è più abitato stabilmente ed è divenuto una località di villeggiatura estiva e invernale.

## Monumenti e luoghi d'interesse
- Chiesa riformata, eretta nel XII secolo[1];
- Museo minerario (Schmelzra S-charl museum), già fonderia eretta nel 1823-1828[1].

## Economia

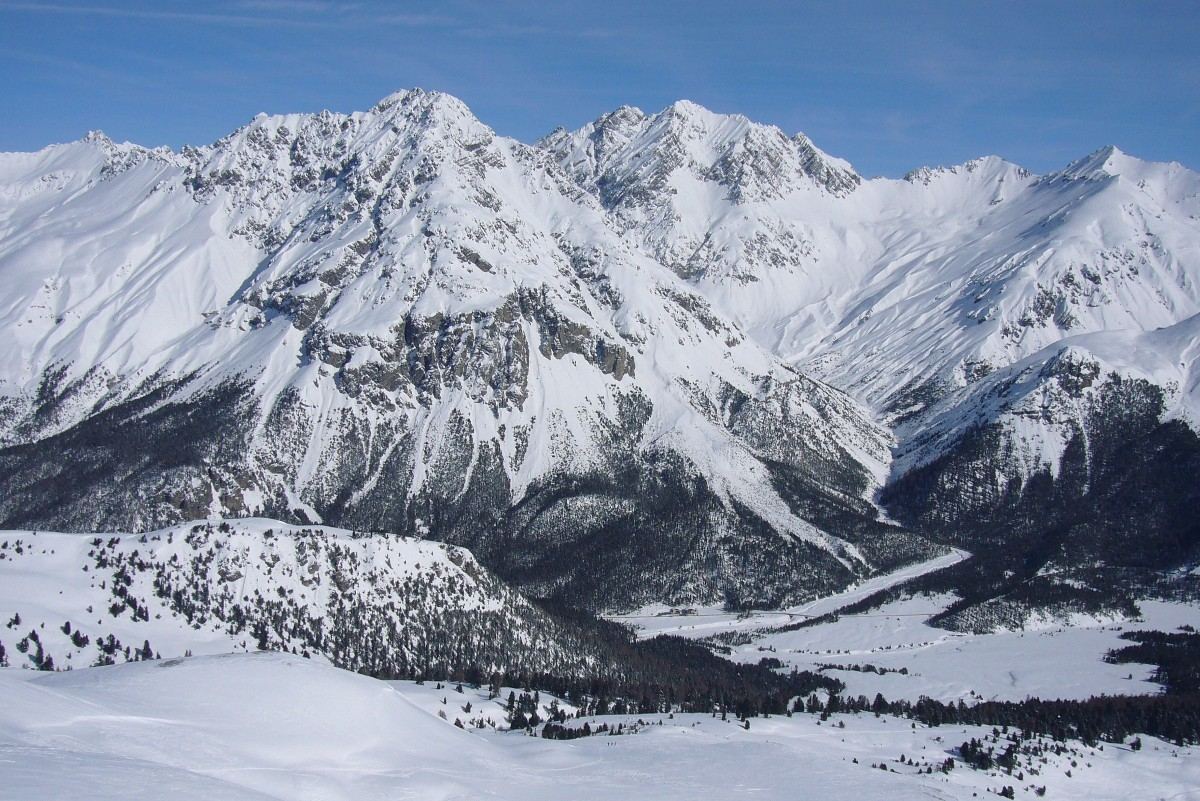
La valle innevata con il Piz Nair e il Piz Tavrü

S-charl è una località di villeggiatura estiva e invernale (stazione sciistica).